# China Unicom
China Unicom або China United Netcom (Hong Kong) Limited (укр. Чайна Юніком, кит. 中国联合网络通信公司，中国联通) — оператор зв'язку в КНР. Головний офіс у Пекіні.

## Історія
China Unicom заснована як державна корпорація 19 липня 1994 року Міністерством промисловості та інформаційних технологій КНР і була схвалена Державною радою КНР.
Почавши роботу як мобільний (GSM) і пейджинговий оператор зв'язку, на поточний момент надає широкий вибір послуг, включаючи загальнонаціональну стільникову GSM-мережу, міжнародну та місцевий телефонний зв'язок, обмін даними, послуги широкосмугового доступу в Інтернет і IP-телефонії в материковому Китаї і експлуатує мережу CDMA в Макао з 18 жовтня 2006 року. На кінець квітня 2008 року компанія мала 125 млн GSM-користувачів та 43 млн передплатників послуги CDMA. У листопаді 2008 року бізнес CDMA був переданий компанії China Telecom. 17 травня 2009 року був запущений UMTS у головних містах Китаю.
7 січня 2009 року China Unicom отримала ліцензію WCDMA для розширення свого бізнесу в телекомунікаціях 3G.
У липні 2009 року China Unicom підписала контракт сумою 700 млн доларів з постачальником інфраструктурного обладнання Ericsson для поліпшення своєї GSM-мережі.

## Злиття з China Netcom
2 червня 2008 року China Unicom озвучила намір продати CDMA бізнес і активи China Telecom на загальну суму 110 млрд юанів (вартість акції Unicom на момент торгів $56,3 млрд) і об'єднати частину компанії з China Netcom. CDMA-бізнес був офіційно переданий China Telecom на початку листопада. Послуги мобільного зв'язку продовжують існування в China Netcom і China Telecom.
У лютому 2000 року China Unicom зареєструвалася як корпорація в Гонконзі і пройшла лістинг на ГКФБ 22 червня 2000 року. Є віртуальним оператором стільникового зв'язку, що використовують існуючу 2G-мережу іншого оператора, але продають послуги під власною маркою. Також є єдиним оператором, що продають SIM-карти, що надають місцеві телефонні номери з обох сторін кордону (послуги трохи дорожче порівняно з місцевими компаніями континентального Китаю, але дешевше, ніж роумінг інших операторів — в деяких випадках навіть дешевше, ніж SIM інших китайських провінцій при використанні в районі Шеньчженя/Гуанчжоу).

## Власники і керівництво
Найбільші акціонери — China Netcom Group Corporation (BVI) Limited (29,74 % акцій), China Unicom (BVI) Limited (41,27 %), Telefónica Internacional, U. S. A. (9,01 %), інші 19,98 % акцій знаходяться у вільному обігу. Обидва головних акціонера в свою чергу контролюються урядом.
Голова — Чан Сяобин, президент — Лу Імін.

## Показники діяльності
China Unicom є однією з найбільших телекомунікаційних компаній в світі. За обсягом абонентської бази компанія займає 7-е місце серед операторів стільникового зв'язку (167,4 млн абонентів) і 2-е місце серед провайдерів широкосмугового доступу в Інтернет (41,5 млн абонентів).